# コンラート1世 (ツェーリンゲン公)
コンラート1世（ドイツ語：Konrad I., 1090年ごろ - 1152年1月8日）は、ツェーリンゲン公（在位：1122年 - 1152年）、ブルグント総督（在位：1127年 - 1152年）。コンラート1世は生涯のほとんどをホーエンシュタウフェン家の勢力拡大を阻止することに費やし、このために自身はヴェルフ家と同盟を結んだ。

## 生涯
コンラート1世は初代ツェーリンゲン公ベルトルト2世とアグネス・フォン・ラインフェルデンの息子である。1120年、コンラート1世と兄ツェーリンゲン公ベルトルト3世は、フライブルクに都市権を与えた。1122年、兄ベルトルト3世が殺害され、コンラートがツェーリンゲン公位を継承した。
1127年、コンラート1世とブルゴーニュ伯ルノー3世は、暗殺されたコンラート1世の甥ブルゴーニュ伯ギヨーム3世の遺領をめぐり対立した。神聖ローマ皇帝ロタール3世が陥っている状況から、この状況下ではコンラート1世に利があった。ロタール3世はライバルであるホーエンシュタウフェン家と対抗する支援を早急に必要としており、このためコンラート1世の主張を支持した。ロタール3世はルノー3世が皇帝の宮廷に出席する義務を果たさなかったという曖昧な根拠で、ルノー3世の主張を退けた。コンラート1世はブルグント総督の地位を手に入れたが、それは少なくともブルグント王国における皇帝の一種の代理であった。
1138年、ローマ王コンラート3世は権力を手に入れ、ヴェルフ家とホーエンシュタウフェン家の間に権力闘争が勃発した。1150年代末まで、ツェーリンゲン公はホーエンシュタウフェン家の最も忠実な支持者の一人であった。
コンラート1世は1152年にコンスタンツで死去し、ツェーリンゲン家の菩提寺であるザンクト・ペーター修道院に埋葬された。

## 結婚と子女
コンラート1世はナミュール伯ジョフロワ1世の娘クレマンスと結婚し、少なくとも5子をもうけた。
- ベルトルト4世（1125年頃 - 1186年） - ツェーリンゲン公[1]
- アーダルベルト1世（1135年頃 - 1195年頃） - 初代テック公[1]
- クレメンティア（1175年没）- ザクセン公・バイエルン公ハインリヒ獅子公と結婚[1]
- ルドルフ（1135年頃 - 1191年） - マインツ大司教[1]
- フーゴ（1152年没） - ウレンブルク公[1][注釈 1]